# جو فارنزورث
جو فارنزورث (بالإنجليزية: Joe Farnsworth)‏ هو عازف جاز أمريكي، ولد في 21 فبراير 1968.

## وصلات خارجية
- جو فارنزورث على موقع ميوزك برينز (الإنجليزية)
- جو فارنزورث على موقع أول ميوزيك (الإنجليزية)
- جو فارنزورث على موقع ديسكوغز (الإنجليزية)